# Ismail Tiliwaldi
Ismail Tiliwaldi (chinesisch 司马义·铁力瓦尔地; uigurisch; ئىسمائىل تىلىۋالدى; * November 1944 in Shufu, Xinjiang) ist ein chinesischer Politiker der Kommunistischen Partei Chinas (KPCh), der unter anderem von 2003 bis 2007 Vorsitzender der Regierung der Autonomen Region Xinjiang sowie zwischen 2008 und 2013 Vize-Vorsitzender des Ständigen Ausschusses des Nationalen Volkskongresses war.

## Leben
Ismail Tiliwaldi, der zu den Uiguren gehört, begann nach dem Schulbesuch ein Studium an der Mathematischen Fakultät der Universität Xinjiang, das er 1967 abschloss. Danach war er im Laufe der Kulturrevolution im Zuge der sogenannten „Hoch in die Berge und runter in die Landschaft“-Bewegung zwischen 1967 und 1973 Arbeiter in der Traktorenstation von Shufu sowie zeitweise auch Übersetzer der Volkskommune Seman Kashi Milike. Er wurde 1973 Mitglied der Kommunistischen Partei Chinas (KPCh) sowie anschließend zwischen 1973 und 1976 Mitarbeiter der Organisationsabteilung des Parteikomitees von Shufu. Nachdem er von 1976 bis 1980 Mitarbeiter der Organisationsabteilung des Parteikomitees der Regierungsbezirks Kaschgar war, fungierte er zwischen 1980 und 1983 erst als stellvertretender Leiter sowie zuletzt als Leiter der Personalabteilung des Parteikomitees des Regierungsbezirks Kaschgar. Er war daraufhin von 1983 bis 1990 stellvertretender Kommissar sowie zwischen 1990 und 1993 Kommissar der Volksregierung des Regierungsbezirks Kaschgar, ehe er von 1993 bis 1995 Generalsekretär der Volksregierung von Kaschgar war.
Im Anschluss fungierte Ismail Tiliwaldi von 1995 bis 1998 in Personalunion sowohl als Mitglied des Ständigen Ausschusses des Parteikomitees sowie als stellvertretender Politkommissar des Xinjiang Produktions- und Konstruktions-Corps, eine in ihrer Art einzigartige Wirtschafts- und Paramilitär-Organisation in der Autonomen Region Xinjiang. Danach war er zwischen 1998 Mitglied der Führungsgruppe der Partei der Volksregierung von Xinjiang sowie zwischen 1998 und 2003 stellvertretender Sekretär des Politik- und Rechtsausschusses und auch Mitglied des Ständigen Ausschusses des Parteikomitees der Autonomen Region Xinjiang. Er wurde auf dem XVI. Parteitag der Kommunistischen Partei Chinas 2002 Kandidat des Zentralkomitee (ZK) der Kommunistischen Partei Chinas.
Als Nachfolger von Abdul’ahat Abdulrixit übernahm Ismail Tiliwaldi im Januar 2003 den Posten als Vorsitzender der Regierung der Autonomen Region Xinjiang und bekleidete dieses Amt bis zum 28. Dezember 2007, woraufhin Nur Bekri ihn ablöste. Auf dem XVII. Parteitag 2007 wurde er zudem Mitglied des ZK der KPCh und gehörte diesem Gremium bis zum XVIII. Parteitag 2012 an. Im März 2008 wurde er des Weiteren Vize-Vorsitzender des Ständigen Ausschusses des Nationalen Volkskongresses und hatte dieses Amt bis März 2013 inne.

## Weblink
- Eintrag in China Vitae